# إنتل 80188
إنتل 80188هو نسخة من المعالج الصغير إنتل 80186 مع ناقل بيانات خارجي بسرعة 8 بت بدلاً من 16 بت. مما يجعلها أقل تكلفة للاتصال بالوحدات الملحقة، خلاف ذلك المعالج 80188 مشابة جدا لـ 80186 ويمكنه معالجه مليون عمليه في الثانية الواحدة.
ومثل 8086 يحتوي 80188 على 4 سجلات عامة من نوع 16 بت، والتي يمكن اعتبارها أيضاً 8 سجلات من النوع 8 بت.ويحتوي أيضا على 6 سجلات اضافيه من النوع 16 بت، والتي تحتوي على، مؤشر المجموعة، مؤشر التعليمات، سجلات الفهرس، وسجل الحالة أو الكلمة التي تعمل كالعلم، مثل في عمليات المقارنة.
ومثل الـ 8086 شمل أيضاً 6 سجلات مقسمة من النوع 16 بت والتي سمحت بعنونه أكثر من 64 كيلوبايت من الذاكرة، وهو الحد الأقصى لبنية الأ 16 بت، من خلال تقديم قيمة الإزاحة التي تم اضافتها بعد الانتقال يساراً بمقدار 4 بت لقيمة السجل.
نظام العنونة يوفر 1ميجابايت من الذاكرة لتخزين العناوين، وكان يعتبر هذا الرقم في ذلك الوقت أكبر من ما يحتاجة جهاز الحاسب.

## وصلات خارجية
- Intel 80186/80188 images and descriptions
- Scan of the Intel 80188 data book